# 有加里ののか
有加里 ののか（あかり ののか、2003年1月17日 - ）は、日本のAV女優。LINX所属。

## 略歴・人物
大阪府出身。趣味は映画鑑賞。
2022年6月、kawaii*の専属女優としてAVデビュー。
2022年10月より専属を離れ、企画単体女優となる。
趣味は精子を飲むこと。特技は野菜オナニー。
AVプロデューサーの末長薫人（しげと）は、どんなプレイでも受け入れる姿勢を評価しており、初の打ち合わせで「イラマも首絞めSEXも大好きです。やるなら絶対手加減しないでほしいです」と言われた逸話をインタビューで語っており、それでいて「性格は謙虚でひたむきに作品に取り組むスタッフ受けのいい女優と評価。ネイティブな関西弁も妙にそそられる」と論評。「令和を代表するハードコア女優と呼ばれる日も、そう遠くないはず」と賛辞を贈っている。
2025年6月16日週FANZA動画フロアランキングで2024年に出演、発売した『福袋 円光タダまん 美少女生中出し18名収録 総尺40時間41分（2441分）』（First Star）が1位に上昇した。

## 作品

### アダルトDVD
◎:Blu-ray Disc同時発売
- 地方で見つけたドエロい逸材! おとなしいけど性欲強め 「大好きなSEXで生きてゆく…」 有加里ののか AVデビュー（6月7日、kawaii*）◎[2]
- ドエロい逸材! 有加里ののか 念願のごっくん解禁! もっと色んなセックス経験したい! めちゃ×2イキッ!3本番（7月5日、kawaii*）
- アルバイトのあざと可愛い誘惑に負けた僕は、密会ゲス不倫ごっくんセックスに溺れてしまった…。（8月2日、kawaii*）
- 媚薬漬けメス堕ち相部屋NTR 最低なヤリチン同僚に精子を飲まされ 朝までキメセク（9月6日、kawaii*）
- ステーキ屋さんで働く礼儀正しい元気女子 ものすごいドスケベでした! 巨根で喉と膣バコ突きされ涙とヨダレ垂らして半狂乱イキ!（10月25日、ブロッコリー/妄想族）
- お金欲しさに軽い気持ちで臨んだパパ活。女子大生ののか case.9（11月16日、MAXING）◎
- 恋人いちゃラブドキュメント 性格SSSの美少女19歳 有加里ののかちゃんと1日イチャイチャデート（12月6日、パコパコ団とゆかいな仲間たち/妄想族）◎
- マジックミラー号 2022夏 水着美女7名撮り下ろし! 真夏の日差しで火照ったカラダを性感オイルマッサージ 敏感になった素人娘を4回イカせてキュッとしまったウブま○こに生ハメ・戸惑いながら初めての中出し 大増量7時間SP（12月8日、SODクリエイト）
- 汚されたい20歳 清純派Z世代は姦され志願マゾヒスト（12月27日、えむっ娘ラボ）

- 性欲最強! 敬語で欲しがる美巨乳お嬢様（1月3日、S-Cute）
- 精飲ソムリエール（1月10日、ROYAL）
- 串刺しJ●痴漢 痴漢師2人に挟み撃ちされ逃げられず上下の穴を塞がれた色白娘（1月12日、ナチュラルハイ）
- 再婚後に同居した奔放な娘を母の為だと性処理女に仕込む（1月12日、ヒビノ）
- 呼べばすぐ来る巨乳ドMッ娘!即イラマ即ハメで歓喜の絶頂!ドスケベ下着でいいなり中出しSEX（1月24日、ABC/妄想族）
- ドM美女のW顔面ハラスメント 東雲あずさ 有加里ののか（2月28日、グローリークエスト）
- 首絞めで脳イキ!? ごっくん & 乱交好きのぶっとび女子大生 有加里ののか（3月5日、プラネットプラス/七狗留）
- 羞恥特化 辱められて恍惚昇天する神聖マゾ女 有加里ののか（3月7日、山と空/妄想族）
- 一般男女モニタリングAV × マジックミラー便コラボ企画‘一流セラピストは包茎チ○ポの皮を丁寧に剥いてくれる’という噂は本当か!? 高級美容サロン勤務の美人エステティシャンさんが童貞チ○ポを泡洗い! 繊細な指先で巧みにマッサージされてズル剥けになったチ○ポを目の前にしたら思わず赤面発情! そのまま筆おろし中出し!（3月7日、DEEP'S）
- 禁断セフレ0円美少女 ののかちゃん（3月12日、First Star）
- 野菜オナニー異常性欲で家族を困惑させる農家の娘 なにわの性癖あたおか ドMの逸材 ののか（3月21日、うさぎ/妄想族）
- 仕事が欲しくてAV制作会社の監督面接でやってきた女の子たちに行っていた職権乱用の一部始終… 8名収録（3月25日、JUMP）
- ★モニタリング★ 検証企画 パンツ見せすら恥ずかしがっていた制服J系が未使用マ●コを執拗に弄ばれてピクピク敏感に感じてしまいガニ股顔面騎乗クンニで腰振りアクメ失禁! 本物チ●ポを懇願するグチョ濡れ10代マ●コに生ハメ中出し!! 180分J系4名収録（4月18日、FunCity/妄想族）
- 素人ナンパバラエティ 卒業直後の清純女子生徒をガチナンパ! 1ml5万円のヌキヌキ連続射精チャレンジ! 自分の身体を遣って何度も射精をさせ高額賞金GET! 射精を促す為にキツキツ純情マ○コにデカチンを挿入して失禁・痙攣・大絶頂!（4月20日、サディスティックヴィレッジ）
- 封魔怪盗 キャッツレディ（4月28日、GIGA）
- 旦那以外で濡れる地方若妻あかりさん大阪在住25歳 「初ゴックンは小6でした」精子提供掲示板で男を漁る新婚妻ザーメン11発精飲（5月1日、OFFICE K’S）
- 湯けむりちゃんねる【温泉女子】すっぽんボイン女子がお風呂で即尺チュッパ ぜんぶ精飲ごっくんプランでいい湯です 撮影以外の放送事故映像をノーカット!! 有加里ののか（5月2日、桃太郎映像出版
- 先生に恋愛相談したら彼氏の前で教師二人に廻されました…。 有加里ののか（5月5日、プラネットプラス/アンビバレンツ）
- 「学校も仕事もサボってみんなでエッチなことしよ!」 目が覚めたら部屋には見知らぬ家出少女たち! ハメを外して泥酔した翌朝、目が覚めると部屋には家出少女らしき女子○生… 話を聞くと酔ったボクを介抱してくれたらしいのですが、全員家出少女! しかもボクが強引にエッチした!? さらにこの部屋に住むと言い出す始末! そのお礼にいつでもエッチさせてあげる!と交換条件ハーレム乱交に!?（5月9日、Hunter）
- 「こんなことになって… ごめんね…」 学校でイジメられている姉と弟が強制近親相姦（5月9日、Hunter）
- 集団追いかけ回しレ×プ サークルの宅飲みでやってきた新入生を家中追いかけ回してレ×プしまくって歓迎してヤリました。（5月9日、Hunter）
- 素人バラエティ 田舎のお嬢様学校のJ○が挑戦するギチ詰めローターチャレンジ! ローターを膣口が閉まらなくなるまでマ○コに挿入! 勝ったら賞金総取り、負けたら即ハメ中出し! 2（5月11日、サディスティックヴィレッジ）
- 押しに弱いエステモニター騙し撮り! 乳首ビンビン女子を媚薬オイルでこねくりチクイキさせるとヤレるのか!? エビ反り痙攣アクメ失禁で理性ブッ飛び中出しSEX!（5月16日、はじめ企画）
- 有加里ののか レズ解禁 ～義母のレズ開発に溺れた私～ 有加里ののか 加藤ツバキ（5月25日、アイエナジー）
- 触手十字架地獄 10  封魔怪盗キャッツレディ（5月26日、GIGA）
- 【素人M女応募企画】私をイラマ・ごっくん・スパンキング・首絞め・中出しでいじめてください。 都内在住大学3年生 めぐみさん (20)（6月6日、ナンパJAPAN）
- 目が覚める度に繰り返す日曜日… 親友に襲われ続けるタイムループレズビアン 有加里ののか 沙月恵奈（6月13日、ビビアン）
- ボクの部屋はいつの間にか行き場のないワケあり家出少女たちの溜まり場! 無口で不愛想だけどHは絶対に嫌がらないし何度、中に出しても文句を言わない。ゴム有SEXはほぼ感じないくせにこの無しSEXしたら超感度が良くてメチャメチャ感じてくれる。（6月27日、Hunter）
- 定額料金でいつでもどこでもサブスク性交!! この学校では定額料金を支払えば女子生徒全員ところ構わずハメ放題! 「今なら中出しし放題キャンペーン中!」2（7月6日、.WorKs/FALENO TUBE）
- 「子供がいても恋がしたい…」 ヤリチン保育士が産後イキやすくなった園児ママを誘って昼間っから宅飲みセックス VOL.1 【完全盗撮アングルVer.】（7月6日、DANDY）
- 宅配トラブルにご注意! 服の上からでもわかる人妻の大きなお尻に我慢できなくなり、連日生挿入して中出しした悪徳運送屋 有加里ののか（7月18日、ミセスの素顔/エマニエル）
- 素人娘の全裸図鑑 31 今時の女の子12名が恥らいながら脱衣していく様子をじっくり撮影した、変態紳士のためのヘアヌードコレクション（7月18日、かぐや姫Pt/妄想族）
- W喉奥肉便器 残酷非道イラマレ×プの標的にされ奴●堕ちした少女達 有加里ののか 鈴音杏夏（7月18日、無垢）
- 拘束スローピストンレイプ 4  ゆっくり生チ○ポを挿し込み中出しまでの反応を楽しむ鬼畜オヤジに犯された女 増量SP（7月20日、ナチュラルハイ）
- 童貞をバカにしたら私のこと襲ってくれるのかな? 何をしても全然振り向いてくれない大好きな幼馴染男子を怒らせて無理矢理犯されようとするエッチな私（7月25日、Hunter）
- マ○コガチャ無差別レ×プ 2（7月25日、Hunter）
- 【25周年SP】MM号からの脱出 女子大生の友情数珠つなぎ企画 友達を30分以内に電話で呼び出し‘身代わり’にして密室から脱出せよ! 制限時間を過ぎたらデカチン即ハメ! 7 イってもやめない激ピストンで友達が来るまで生中出しは終わらない in ザ・マジックミラー 2枚組8時間!!（8月1日、DEEP'S）
- パンストでか尻美少女 固定ディルド利き竿ゲーム! 驚異的マ○コ感覚でズバリ当てたら賞金GET! 罰ゲームは5本のチ○ポと強制乱交SEX!?（8月8日、AVS collector’s）
- 玄関開けたら即激ピス! 何度イっても終わらない無限中出し激ピスリレー（8月8日、Hunter）
- 同じセリフしか言わないRPGのモブキャラを犯しまくりたい! パート3（8月10日、ROCKET）
- ヒロインエロピンチオムニバス 強獣戦隊ワイルドレンジャー ワイルドホワイト編（8月11日、GIGA）
- むちむちデカ尻にくびれ美巨乳 経験人数2人なのにSEX好き過ぎてオナニーマシーン持参でAV出演 体力続くまで限界イキ狂いFUCK 女子大生 ののか（8月22日、クリスタル映像）
- 礼儀正しく素直な女の子 めちゃくちゃされたいド変態でした 望み通りの鬼ボコ責め イラマ、ゲロ、体液まみれで号泣ドMアクメ（8月22日、ブロッコリー/妄想族）
- 同人ヒロイン 24 救星戦隊ワクセイバー ピンクアース（8月25日、GIGA）
- おいおい君たち「やり過ぎ」ではないのか? ～大自然を背景に無茶苦茶された少女A～（8月27日、MERCURY）
- 姪っ子デカ尻J系と思いがけずキメセクをしてしまい叔父デカチ○ポで生唾液ダラダラアヘ顔白目ガンギマリでイキまくる痙攣キツマン膣に何度も中出しした。 有加里ののか（9月5日、LUNATICS）
- クズ教師に狙われた少女達 イラマ調教・肉便器性奴隷・W完堕ち中出し…（9月8日、ハラスメント）
- 焼肉パーティーで乾杯 宅飲み合コンからの王様ゲームで生パコ乱交ヤッちゃいました 3（9月12日、椿鳳院）
- アナルのシワの数までハッキリわかる! ノーモザイク連続絶頂アナル見せオナニー 18（9月21日、アイエナジー）
- デカチン制裁! 塩対応パ●活超生意気娘を徹底的に理解らせた バックの途中でコンドームポイ! 何度イっても謝っても絶対許さない高速激ピストンで足腰ガクブル完全敗北! 泣きべそイキ!! 3大人をなめ腐った円光娘4名（9月22日、赤面女子）
- ボク以外の人と結婚することになった幼馴染と最初で最後のセックス。初恋の幼馴染と劇的再会! 都会で夢破れ故郷に戻ったボクはもうアラサー。そこで出迎えてくれたのは幼馴染だった。彼女の笑顔は昔と変わらず、優しく暖かかった。彼女との会話を通じて、幼い頃の恋心が甦ってきた。しかし、彼女が次に口にした言葉は「結婚するんだ…」という切ない告白だった。このまま別れるのは寂しすぎると感じ、昔言えなかった「好き」の一言をボクは口にした。彼女はうなずきボクたちは昔、互いに好きだったという事実を語り合った。幼馴染は「結婚する前に、最後に…」と見つめ合う。最初で最後のセックスは、尽き果てるまで求め合った。（9月26日、Hunter）
- 手コキしながら雑魚チ●ポって言えますか? 簡単バイトに応募してきた罵り初体験の赤面お嬢さん12名（9月26日、うさぎ/妄想族）
- おま●この形状まるわかり! 薄いパンツの上からマン汁ぬるぬる透けオナニー 10（10月10日、かぐや姫Pt/妄想族）
- ノーハンドフェラは奴隷の証! 9 手を使わずにフェラチオする11人の素人娘（10月24日、かぐや姫Pt/妄想族）
- 美人OLの匂い立つ黒パンスト脚コキ（11月1日、OFFICE K’S）
- どこでもおしっこ! 素人娘の大放尿33人 スロー再生でじっくり鑑賞できるマニア向け映像 8（11月21日、かぐや姫Pt/妄想族）

- オナサポ!! 女子○生 着衣で全裸で挑発的ダンス 5（2月6日、かぐや姫Pt/妄想族）
- 【個撮】どこでもフェラ 14 11人（2月20日、かぐや姫Pt/妄想族）
- 女子校専科 人間小便器 本当の便器扱い、してあげるからね（10月15日、犬/妄想族）
- 止まらない発情腰ふり!! もの凄いディルドオナニー（10月22日、うさぎ/妄想族）
- ハニカミ接吻旅行 旅行中ずっとキスしたら…もっと好きになって離れられなくなりました。ベロを絡ませ身体を重ねた1泊2日の恋人デート 乃々瀬あい 有加里ののか（10月24日、凸凹はぁと）
- カメラの前でおしっこする女 5（11月26日、グローリークエスト）
- 百合と噛み跡 ドマゾ淫乱レズビアン 日常を忘れるくらい、最高にスケベな女になれる関係（12月10日、ビビアン）

- 密着添い寝手コキ（4月1日、OFFICE K’S）
- 美人OLの匂い立つ黒パンスト脚コキ 2（4月1日、OFFICE K’S）
- キレイなお姉さんに恋した私 勇気を出してレズビアンを伝えたら優しく受け入れてくれて… 一緒にゴハンを作ってお風呂に入ってベッドで何度も身体を重ね合った初めてのレズ同棲 森沢かな 有加里ののか（4月10日、凸凹はぁと）

### アダルトVR
- 仕事で失敗した僕の心も身体も献身的に癒してくれる…可愛すぎる年下彼女とイチャラブSEX! 甘えんぼでキスしまくりの大好きな『清華』の美顔に特濃ザーメンで汚し尽くした 大量顔射4発射 イチャラブSEX（11月5日、こあらVR）
- 「お兄ちゃん、いっぱい気持ち良くなってね♡」 【本物J○専門店!時間無制限!発射無制限!】 ルーズソックス激カワの妹系J○が全てを癒す濃厚ご奉仕! 【洗体・エロマッサ・ルーズ足コキ】 献身的なプレイとキツキツ早漏マ○コで精液搾取された 【淫手コキ・口内発射・中出し3発射】 ゴムNG中出しKO超高級ソープ（12月23日、こあらVR）

- 「最後にイイ思い出作りたいな」 旅行帰りにパーキングで美巨乳彼女から狭い車内で誘惑! デカ尻を打ち付け肉棒貪りまくって痙攣アクメ連発! 【挟射・顔射・中出し3発射】 炎天下汗だくカーセックス 有加里ののか（5月9日、こあらVR）
- 子犬に転生したら女子●生に飼われた件 沙月恵奈 花柳杏奈 有加里ののか 園田かのこ（8月31日、TMA）

### ネット配信
- 《音量注意》【電車痴漢】★過去最強ドM美少女が容赦ない責めにヨダレを垂らしながら悦びの大絶叫★正統派JKの止まらない過呼吸アクメ（9月30日、ゆず故障）
- #935 Nonoka（10月7日、S-Cute）
- スパンキング、首●め、イラマに喜ぶ真正ドМ属性!!《野菜＝おもちゃ》持参してきた新鮮やさいで公開オナニー!?ディルド&巨チンを喉奥突っ込まれ嬉しそうに愛液垂れ流す変態マ●コ!容赦ないピストンで叫ばんばかりの声を張り上げ激イキ昇天...!!叩かれ●められ突っ込まれハードプレイ満載合計5発射!!【エロフラグ、ギン立ちしました!#037】（11月4日、素人CLOVER）
- マジ軟派、初撮。 1865 ののか 19歳 大学生 (ペットショップのバイト)  野菜でオナニーする真性の変態JD!イラマ、首●め、スパンキング、ビンタ…顔を真赤にして涙目喚起!大人しそうな見た目に反した下品な声を上げて絶頂を繰り返すドMっぷり…セフレに欲しい!!（11月22日、ナンパTV）
- 【汗だく一丁!】【清楚系変態!】おじさんが大好きな清楚系女子大生!激しいセックスを求めAVに出演! ネットでAV応募→AV体験撮影 1917 あかりののか 19歳 大学生 (経済学部)（12月3日、シロウトTV）
- 【ドMの真髄ッ!ち○ぽ大好き従順ヘンタイ娘と絶叫ハードSEX】『精子を飲むのが好きなんで…』精飲大好き超ヘンタイ学生とマッチングして野外露出 & 調教ハメ狂い!首●め、イラマ、スパンキング懇願で悦び絶頂交尾3射精!!【あまちゅあハメREC＃ののか#専門学生】（12月6日、MOON FORCE）

- 【清楚な顔した淫乱ドMをハメ倒す!】乱暴に扱われると興奮する変態女子とハメ撮りSEX!【花屋/真正ドM】 かなちゃん（1月7日、ハメタバース）
- 【激プッシュ作品】●でイク! ノドでイク! マ●コでイク! どこでもすぐイク激烈ヤリマン登場!!! 男優7人相手に心配になる程イカされる!!! 【妄想ちゃん。32人目 ことみさん】（1月11日、Jackson）
- 【Fカップ美巨乳の軽エロ界隈No.1美少女!!】 サービスも!! オッパイましまし!! どちゃくそスケベ…だ!! け!! ど!! 最後の砦は難攻不落の本番NG!! そこはオトナのテク & 経済力でバシバシ攻めれば…!! 勝手に痴女スイッチオンで快楽貪る能動的2回戦のヌルヌルローション騎乗位で勝手にオプましまし!! NG完全崩壊で勢い余って連続中出し!! NoNoCa 20歳 / 軽エロ界隈のクイーン!! 豊満ぴちぴちドスケベBODY!! でも… オトナNG!!（1月13日、プレステージプレミアム）
- （仮）暗黒033さん（1月20日、暗黒）
- まや（3月1日、渋録ch）
- カオリ（3月10日、援堂山）
- カオリ 2（3月17日、援堂山）
- カオリ 3（3月24日、援堂山）
- ののか（4月12日、素人ムクムク）
- ののか（4月17日、恋愛カノジョ）
- のん（4月19日、浮遊僧）
- ののか（4月22日、シロウト速報）
- （仮）暗黒痴女010さん（4月22日、暗黒）
- Nちゃん（5月8日、素人ムクムク-礼ぷ-）
- ののか & きょうか（5月22日、素人ムクムク-W-）
- 【ドM怪獣】余分な前説、ヌルい前戯、一切無し!! イキなりフルスロットルで、爆乳どマゾの銀行員をイカせまくるッ!!! スリーパーホールドで脳イキする正真正銘のマゾの化身が爆裂ファックで絶頂しまくる!!! 本気のビンタとスパンキングで「ありがとうございますぅううッ!!」と歓喜のオーガズムを繰り返す壮絶10P性交!! 痛覚がGスポットのSEXモンスターを9人がかりでぶっ倒すが60分一本勝負が観れるのは「シロウト・ストロング」だけ!!! 小野さん 20歳 銀行の保険窓口担当（5月24日、DIEGO）
- ののか（5月31日、Re:Fuck）
- 中条ゆかり（6月8日、東京恋人）
- AKARI (oreco355)（6月30日、俺の素人-Z-）
- 【F乳スーパー弩淫乱P娘… 再び舞う!!】【ド変態M美女のサービス満載&コスパ最強P活!!】【ゴックン&中出し解禁で悦楽SEXでPと一緒に連続昇天SP!!】完璧エロBODYの性欲半端ない清純系ド変態ビッチモンスター美女が再誕!! リピでますますエチ増しサービス!! のっけから電マずぼ挿入オナニー魅せる!! 手マンで即潮!! 喉ごぼっイラマでゴックンOK!! 生ちん大好き真性ド変態P活決定版!! 美F乳のガチえろP活娘!! 豊満エチエチBODYが舞う…!! / NoNoCa 20歳（7月7日、プレステージプレミアム）
- ののか（7月13日、カレンダーガール）
- ののか 2（7月20日、カレンダーガール）
- 万引き美少女 ののか（7月25日、パコられ美少女）
- NONOKA (oreco425)（8月15日、俺の素人-Z-）
- ののか（9月2日、INDY）
- Sちゃん & Nちゃん (oremo006)（9月3日、俺の素人-Z-）
- のんた (mla140)（9月20日、まんまんランド）
- りか (srsy071)（9月22日、しろうと乱交サークルの刃）

### イメージDVD
2022年
- Nonoka 君が照らす燈 有加里ののか（7月21日、REbecca）◎

2023年
- 黒髪美○女は純真華憐 有加里ののか（2月17日、メディアブランド）丸
- M女開眼! 知らなかった性癖に目覚めるオンナを辱しめ!（7月28日、オルスタックソフト販売）※「ののか」名義
- すっかりオトナの身体に成長したJ○の小悪魔的挑発（9月29日、オルスタックソフト販売）※「新田由香」名義

### デジタル写真集
2022年
- Nonoka 君が照らす燈・有加里ののか（12月28日、REbecca）
- 彩光【ヌード写真集】（12月30日、プレステージ出版、撮影：中場敏博）
- 彩光【グラビア写真集】（12月30日、プレステージ出版、撮影：中場敏博）

## 出演

### YouTube
2022年
- バイト先のカップルと合同合体。ヤリ○ン、日本シリーズ出場!有加里ののか。スーパーでナンパされ即ご奉仕（10月25日、はだかいっかん!）
- 【謹慎動画】複数合体の為にバーで逆ナン。有加里ののかは二人組を狙う。伝説のヤリ○ンは異次元の思考回路（11月7日、はだかいっかん!）

### 舞台
- GIGAスーパーヒロインライブvol.7（2023年5月6日、東京・from scratch） - フォンテーヌ 役[5]
- GIGAスーパーヒロインライブvol.17（2024年5月11日、東京・from scratch）- ピンクアース/セーラーシルフィード 役[6][7]
- GIGAスーパーヒロインライブvol.28（2025年5月10日、東京・from scratch） - ピンクアース/フォンテーヌ 役[8]